# Usha Vance
Usha Vance z domu Chilukuri (ur. 6 stycznia 1986 w San Diego) – amerykańska prawnik indyjskiego pochodzenia, małżonka 50. wiceprezydenta Stanów Zjednoczonych J.D. Vance’a.

## Życiorys
Urodziła się 6 stycznia 1986 r. na przedmieściach San Diego w Kalifornii jako córka indyjskich imigrantów ze stanu Andhra Pradesh, którzy w latach 80. osiedli w Stanach Zjednoczonych. Jej ojciec Krish pracował jako inżynier kosmiczny i wykładowca akademicki, a matka Lakshmi jako profesor biologii molekularnej.
Wychowała się w rodzinnym mieście. Po ukończeniu szkoły średniej z wyróżnieniem, podjęła studia na Uniwersytecie Yale, uzyskując w 2007 r. licencjat z historii. W czasie studiów przez pewien czas należała do Partii Demokratycznej. W 2009 r. została stypendystką Gates Cambridge Scholar, ufundowanego w 2000 r. przez Billa i Melindę Gatesów i podjęła studia na Uniwersytecie Cambridge w zakresie historii nowożytnej i uzyskała stopień magistra. W czasie studiów należała do redakcji Yale Journal of Law & Technology jako jedna z edytorek zarządzających, a także do redakcji The Yale Law Journal jako Executive Development Editor. Pracowała jako asystent Bretta Kavanaugh w sądzie apelacyjnym Dystryktu Kolumbii, była też asystentem konserwatywnego prezesa Sądu Najwyższego Johna Robertsa.
Po ukończeniu studiów podjęła naukę w szkole prawniczej Yale Law School. Na tejże uczelni w 2013 r. poznała późniejszego męża, J.D. Vance’a podczas spotkania grupy dyskusyjnej Upadek społeczny białej Ameryki. Para wzięła ślub w 2014 r., kilka miesięcy po ukończeniu szkoły prawniczej. Jako że jest bardzo związana z tradycją i kulturą Indii, ślub odbył się w tradycyjnych strojach hinduskich. Razem z mężem mają trójkę dzieci: synów Ewana i Viveka oraz córkę Mirabel. Pomagała także mężowi w pisaniu jego Elegii dla bidoków.
Poglądy na konserwatywne zmieniła już podczas małżeństwa. Od 2015 r. pracowała w kancelarii prawnej Munger, Tolles & Olson w San Francisco, która szczyci się swoimi postępowością i inkluzywnością od początku swojego istnienia w latach 1960. Kiedy J.D. Vance zgodził się zostać kandydatem na wiceprezydenta u Donalda Trumpa, zrezygnowała z pracy zawodowej.
W filmie Elegia dla bidoków w postać Ushy wcieliła się Freida Pinto.